# Noez
Noez – gmina w Hiszpanii, w prowincji Toledo, w Kastylii-La Mancha, o powierzchni 34,22 km². W 2011 roku gmina liczyła 980 mieszkańców.